# شمشی-ایلو
شمشی-ایلو (Šamši-ilu)، شخصیت درباری مهم و فرمانده کل ارتش آشور بود که در زمان حیاتش، جایگاه بسیار والایی داشته‌است.

## خاستگاه
وی محتملاً در آشور متولد نشده بود، هر چند که از اشراف و بزرگان قبیلهٔ Bit-Adini به شمار می‌رفت و بیشتر به نظر چنین می‌رسد که در دربار آشور بارآمده، تعلیم دیده و بزرگ شده بوده باشد. وی بعدها، فرمانده کل ارتش (turtanu) شد. احتمالاً وی هنگامی که شلمنسر سوم قلمرو قبیله Bit-Adini را به خاک آشور ضمیمه کرد، به سمت حاکم (فرماندار) منسوب شده بوده‌است. شاید وی با تیگلت_پیلسر سوم، هنگامی که تیگلات پیلسر تلاش کرد که شورش خود را به سرانجام برساند، برخورد و کنتاکتی داشته بوده باشد، هرچند که این احتمال هم وجود دارد که وی تا زمان به قدرت رسیدن تیگلات پیلسر سوم مرده باشد. معروفترین و خوب نگهداشته شده‌ترین شرح لشکرکشی، لشکرکشی وی علیه پادشاه اورارتو، آرگیشتی اول بوده‌است. نام شمشی ایلو در بسیاری از کتیبه‌ها و آثار و یادمان‌ها به چشم می‌خورد. همچنین وی، قراردادهایی مربوط به قلمرو، زمین‌ها و مرز مشترک با سوری-حیتی‌ها مبادله و امضا کرده‌است. احتمال دارد که او در جنگ دمشق در زمان آداد-نراری سوم در سال ۷۹۶ ق. م. فرمانده کل نیروهای آشوری بوده باشد.